# Coppa del Mondo di sollevamento pesi
La Coppa del Mondo di sollevamento pesi (denominazione ufficiale IWF World Cup) è la competizione che assegna la Coppa del Mondo nello sport del sollevamento pesi, organizzata dall'International Weightlifting Federation una prima volta tra il 1980 e il 1994, poi ripresa nel 2019.

## Storia
Nella prima tranche organizzativa (tra il 1980 e il 1994 per gli uomini e tra il 1991 e il 1994 per le donne), la Coppa del Mondo veniva assegnata attraverso un circuito di gare in base al quale si classificavano per la fase finale, disputata in sede unica (denominata "World Cup Gala") i sollevatori che ottenevano i risultati migliori. Quando un sollevatore stabiliva un record mondiale durante tali gare di qualificazione, veniva ammesso di diritto alla fase finale. Nell'ultima edizione, del 1994, si svolse solo la fase finale, senza il circuito di gare, mentre la Coppa del Mondo femminile del 1992 venne assegnata con una classifica a punti individuale.
Nella seconda tranche organizzativa, dove la numerazione riparte dal principio, la prima edizione si è disputata nel febbraio 2019 a Fuzhou, seguita nel dicembre dello stesso anno a Tientsin, in Cina. Nel gennaio del 2020 si disputò la terza edizione a Roma, e queste tre edizioni erano anche tornei di qualificazione alle Olimpiadi di Tokyo del 2020, rinviate all'anno successivo.
Dopo una sospensione dovuta alla pandemia di Covid-19, la quarta edizione con la formula attuale di competizione analoga ai campionati mondiali, si è disputata nell'aprile del 2024 a Phuket, in Thailandia, ed è stata l'ultimo torneo di qualificazione per le Olimpiadi di Parigi del 2024.

## Edizioni

### Prima fase (World Cup Gala, 1980–1994)
| N. | Anno | Date         | Città e nazione ospitante | Atleti | Naz. |
| -- | ---- | ------------ | ------------------------- | ------ | ---- |
| 1  | 1980 | 13 dicembre  | Madrid Spagna             |        |      |
| 2  | 1981 | 14 novembre  | Vienna Austria            |        |      |
| 3  | 1982 | 13 novembre  | Halmstad Svezia           |        |      |
| 4  | 1983 | 10 dicembre  | Tokyo Giappone            |        |      |
| 5  | 1984 | 24 novembre  | Sarajevo Jugoslavia       |        |      |
| 6  | 1985 | 9 novembre   | Monte Carlo Monaco        |        |      |
| 7  | 1986 | 7 dicembre   | Melbourne Australia       |        |      |
| 8  | 1987 | 5 dicembre   | Seul Corea del Sud        |        |      |
| 9  | 1988 | 17 dicembre  | Atene Grecia              |        |      |
| 10 | 1989 | 28 ottobre   | Loures Portogallo         |        |      |
| 11 | 1990 | 15 dicembre  | Tainan Taipei cinese      |        |      |
| 12 | 1991 | 7 dicembre   | Barcellona Spagna         |        |      |
| 13 | 1992 | 5 dicembre   | Pechino Cina              |        |      |
| 14 | 1994 | 17 settembre | Salonicco Grecia          |        |      |

### Seconda fase (2019–attuale)
| N. | Anno | Date           | Città e nazione ospitante | Atleti | Naz. |
| -- | ---- | -------------- | ------------------------- | ------ | ---- |
| 1  | 2019 | 23–27 febbraio | Fuzhou Cina               | 107    |      |
| 2  | 2019 | 10–13 dicembre | Tientsin Cina             | 112    |      |
| 3  | 2020 | 27–31 gennaio  | Roma Italia               | 155    |      |
| 4  | 2024 | 2–11 aprile    | Phuket Thailandia         | 459    | 110  |